# Singularia walsinghami
Singularia walsinghami är en fjärilsart som beskrevs av Fern. 1898. Singularia walsinghami ingår i släktet Singularia och familjen fjädermott. Inga underarter finns listade i Catalogue of Life.